# Helperknapp
Helperknapp − mała miejscowość lieu-dit i gmina (gemeng / commune / Gemeinde) w środkowym Luksemburgu, w kantonie Mersch. Siedziba administracyjna gminy znajduje się w miejscowości Tuntange. Liczy 4941 mieszkańców (1 stycznia 2023). Powstała 1 stycznia 2018 r. w wyniku połączenia gmin Boevange-sur-Attert i Tuntange.

## Podział administracyjny
Do gminy należy 18 miejscowości, w tym dziesięć (Uertschaft) oraz osiem lieu-dit:
1. Ansembourg (Aansebuerg / Ansemburg)
2. Bill, lieu-dit
3. Boevange-sur-Attert (Béiwen-Atert / Böwingen/Attert)
4. Bour (Buer)
5. Brouch (Bruch)
6. Brouch-Moulin (Bricher Millen / Brouchermühle), lieu-dit
7. Buschdorf (Bëschdref)
8. Claushof (Klaushaff), lieu-dit
9. Finsterthal (Fënsterdall)
10. Finsterthalerhöhe (Fënsterdallerhéicht), lieu-dit
11. Grevenknapp (Gréiweknapp)
12. Helperknapp, lieu-dit
13. Hollenfels (Huelmes)
14. Kuelbecherhaff, lieu-dit
15. Marienthal (Mariendall)
16. Marienthalerhof (Märjendaller Haff), lieu-dit
17. Openthalt, lieu-dit
18. Tuntange (Tënten / Tüntingen)

## Współpraca
Miejscowość partnerska:
- Zechin, Niemcy